# ジェイ・ポール
ジェイ・ポール（Jai Paul, 1988年6月30日 - ）は、イギリス・ロンドン出身のシンガーソングライター、音楽プロデューサーである。

## 概要
2007年に制作されたデモ『BTSTU』が徐々にネット上の口コミで人気を集め、2010年にイギリスの名門インディーレーベルであるXLレコーディングスと契約。イギリスのラジオ局BBCによる、毎年恒例の有望新人紹介レースであるBBC Sound of 2011に選出された。
2011年4月、『BTSTU』が公式にリリースされ、音楽メディアから好意的な評価を受けた。
同年5月には、本曲を、ラッパーのドレイクが自身の楽曲『Dreams Money Can Buy』の中でサンプリングしたことも話題となった。
2012年3月には新しいデモ・トラック『Jasmine (demo)』をSoundCloud上に公開。公開から1か月足らずで50万回以上の再生がなされたほか、ピッチフォーク・メディアなどから賞賛された。ニューヨーク・タイムズは本曲を「プリンスの時代の官能性が滲み出ている」、ガーディアン紙も「素晴らしい」と評した。本曲は2013年発売のゲームソフト『グランド・セフト・オートV』においても使用された。
また、同年12月発売のビッグ・ボーイのアルバム『Vicious Lies and Dangerous Rumors』に収録の楽曲『Higher Res』にゲスト参加した。
2013年4月14日、突如Bandcampにアーティスト名"Jai Paul"による"Jai Paul"という名のアルバムがアップロードされ、複数のメディアがデビュー・アルバムが発売になったと伝えた。しかし、翌4月15日、ポールは「Bandcampにあるデモは私によってアップされたものではない。これは私のデビュー・アルバムではない。買わないでください。」とツイート。4月17日、所属のXLレコーディングスは「これは偽のBandcampのアカウントによって、違法に販売されたものだ。彼がアップロードしたわけでもないし、デビュー・アルバムでもない。彼が過去にレコーディングして、まだ完成されていない曲を集めたものだ。」と声明を発表。希望者からの返金に応じた。
本作は公式作品ではなかったものの、音楽メディアからは高い評価を集め、ピッチフォーク・メディアはこの年の年間ベスト・アルバム第20位に、ガーディアン紙は28位に FACTは12位に選出するなどした。

## シングル
- BTSTU (2011年)
- Jasmine (demo) (2012年)